# レンフェ599系気動車
レンフェ599系気動車（レンフェ599けいきどうしゃ）は、スペインの国有鉄道であるレンフェが所有する気動車。中距離列車「メディア・ディスタンシア」向けの車両で、2009年から営業運転を開始した。

## 概要
レンフェが運営する中距離列車「メディア・ディスタンシア」向けに開発された気動車で、2004年以降同列車に使用されている598系の改良型車両と位置付けられている。編成は3両編成で、運転台を備えた動力制御車（M1、M2車）と付随車（R車）によって構成される。そのうち付随車（R車）は中央部分が床上高さ790 mmの低床構造になっており、その部分には収納式スロープ付きの乗降扉やバリアフリーに対応したトイレや飲食物を販売する自動販売機、自転車用ラックが設置されている。また、全車とも車内には情報案内装置としてスクリーンが、安全対策として監視カメラが設置されている。座席は2 + 2人掛けを基本としたクロスシートで、各座席には読書灯や充電用コンセントが完備されている他、冷暖房双方に対応した空調装置や床暖房も設置されている。

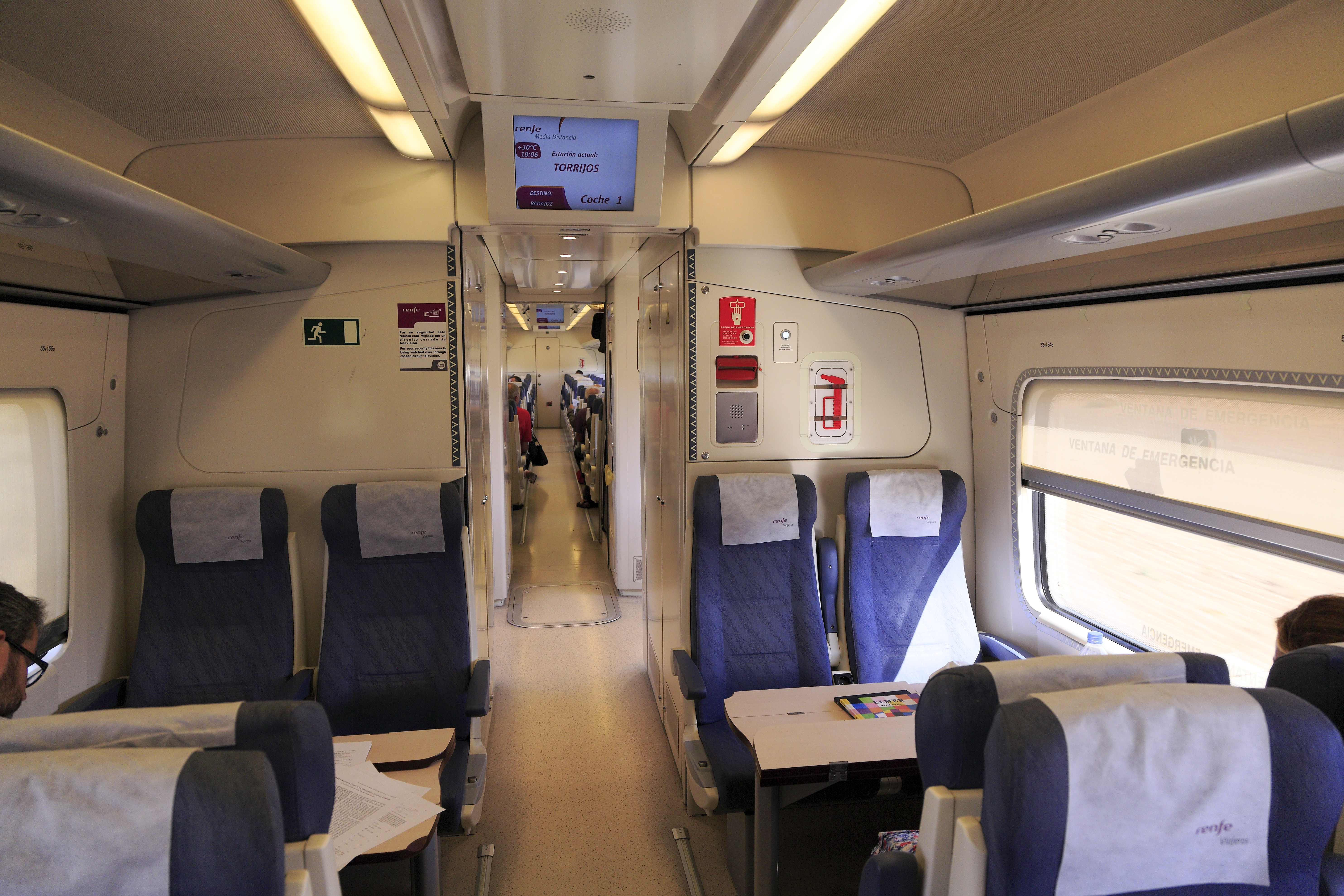
車内
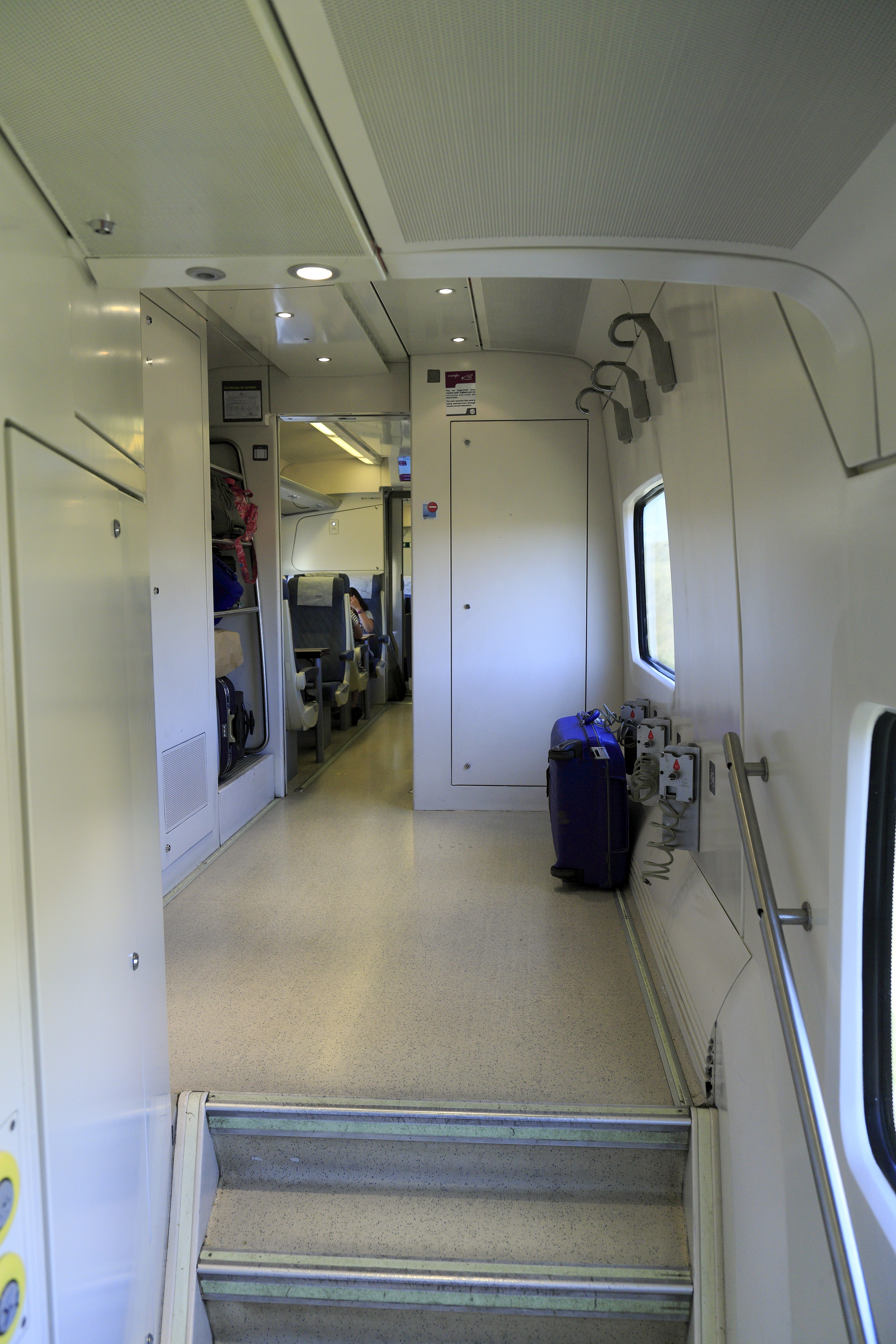
中間車には低床部分と高床部分を繋ぐ階段が存在する

動力源となるディーゼルエンジンはMAN製（D2876 LUE 623、水冷式）で、油圧式変速機やカルダンシャフトを介して動力が伝達される。車内照明や乗降扉の可動、空調に用いられる電力を供給するドイツ（Deutz）製のエンジン（BF6 M1013 FC、出力183 kW）およびこれを用いた発電機は屋根上に設置されており、予備を含めて2基搭載する事で緊急時の冗長性を確保している。これらを含めた車両の機器やブレーキ回路の制御や管理は、CAFが開発した「COSMOS」システムによりTCN型コンピュータネットワークを介して行われる。前面下部にはシャルフェンベルク式自動連結器が設置されており、最大3編成まで総括制御による連結運転が可能である。

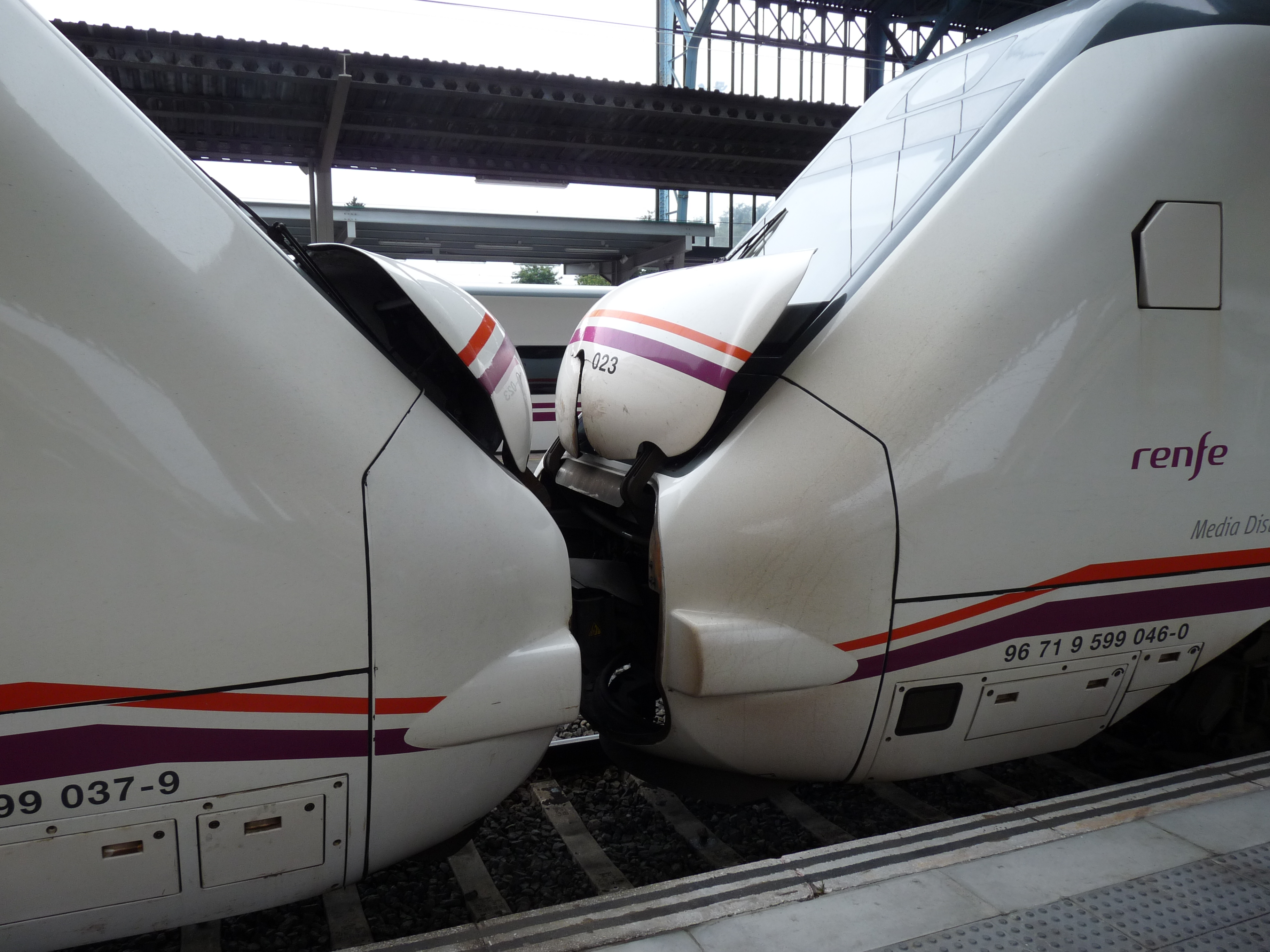
連結運転時には前面下部のカバーが開く（2015年撮影）

599系は安全性の向上も図られており、万が一の火災発生に備えて火災検知器が各所に設置されている他、耐火性を備えた内装材を用いており、緊急時には車両間の貫通扉が防火壁として機能する。加えて、ディーゼルエンジンや燃料タンクで出火が起きた際、自動的に消化する泡消火システムも搭載されている。一方、事故発生時の安全性も配慮されており、前面にはクラッシャブルゾーンが設けられている他、前面窓も最高速度350 km/hで1 kgの物体が衝突しても耐えられる構造になっている。
2008年から製造が始まり、2009年7月から営業運転を開始した。2025年現在は50編成（3両編成50本）が在籍する。設計上、CAFが開発した軌間可変台車「BRAVA」を搭載する事も可能だが、同年現在はイベリア軌間（軌間1,676 mm）のみに対応している。

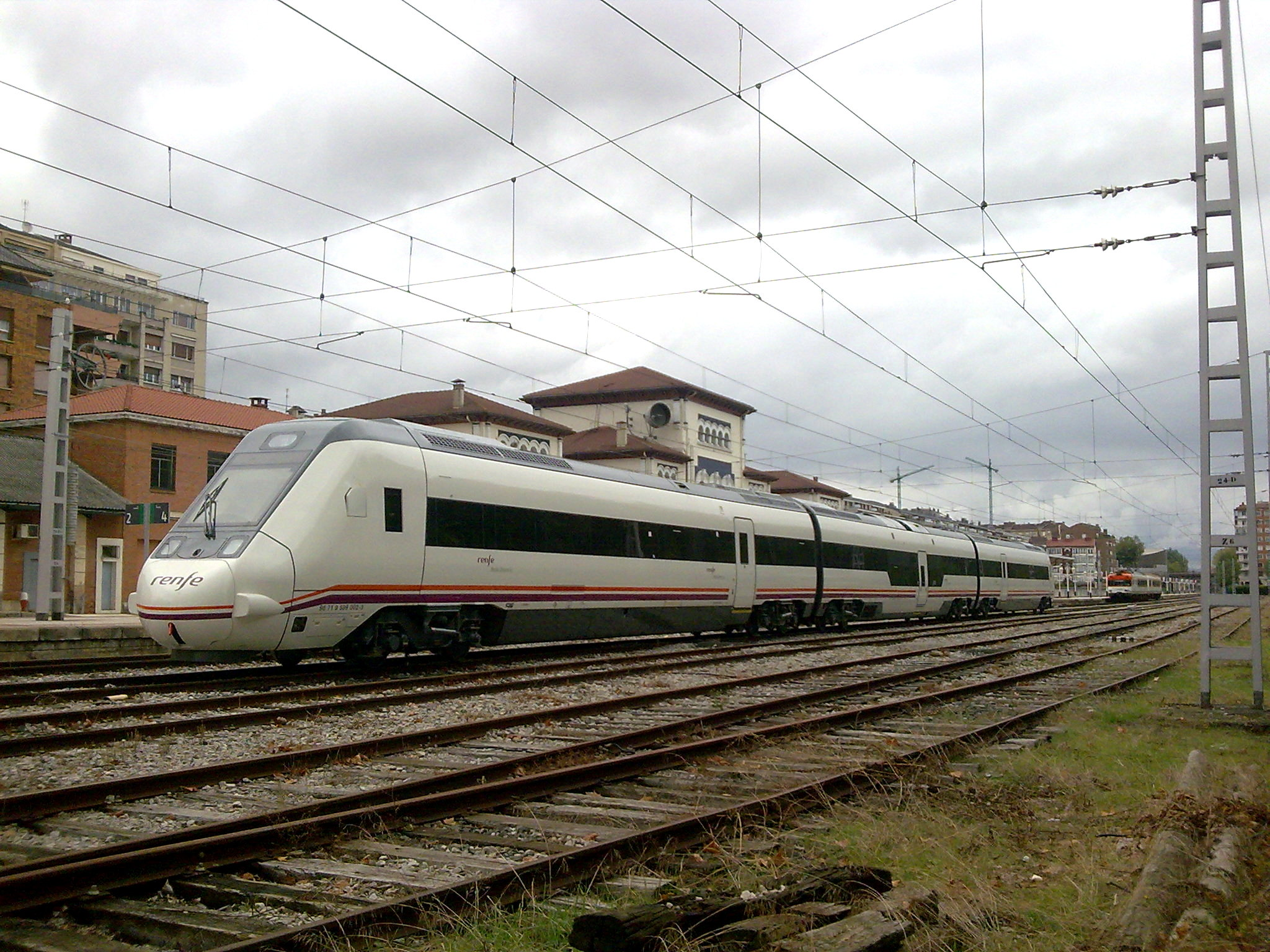
2008年撮影
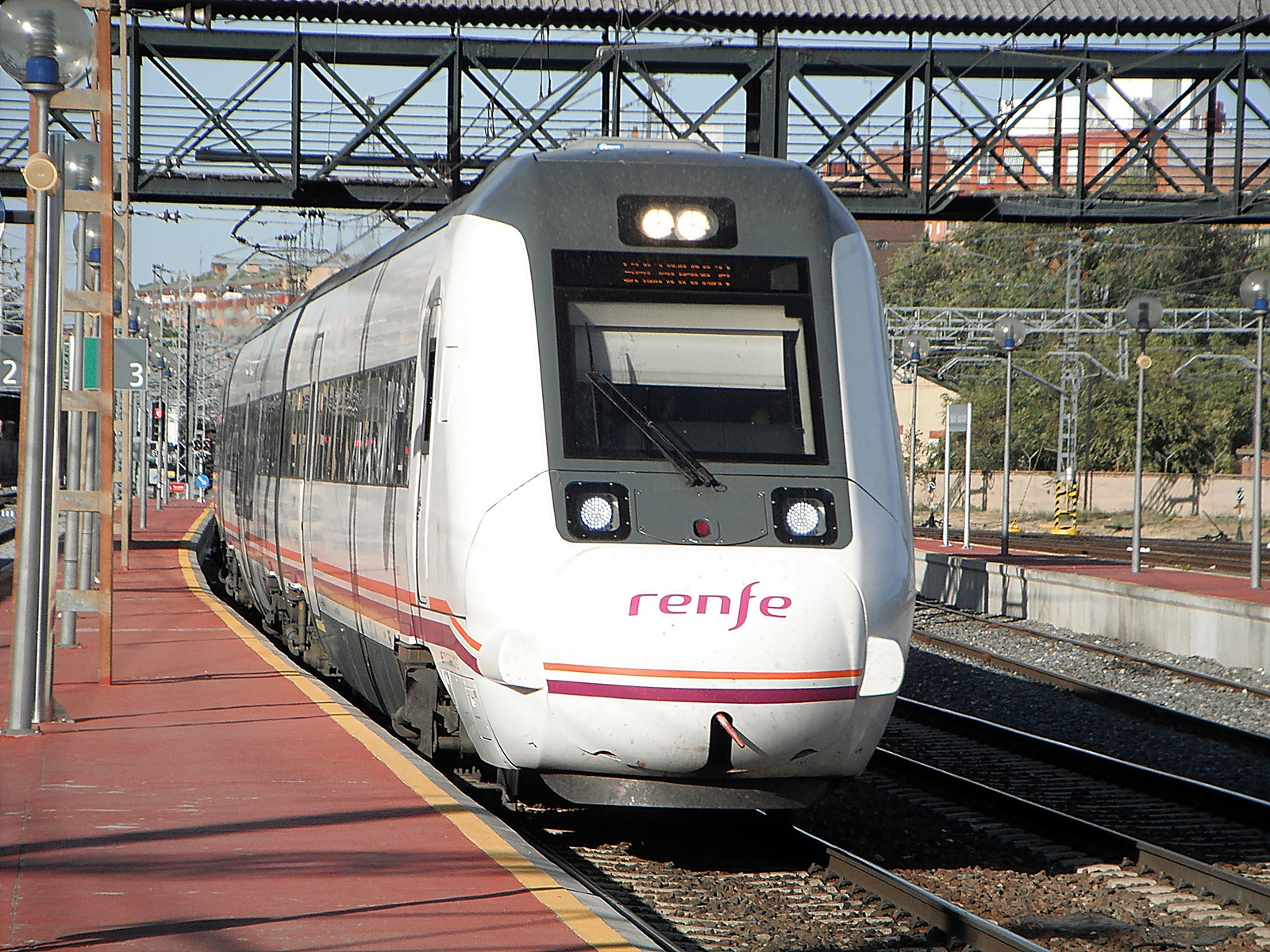
2011年撮影
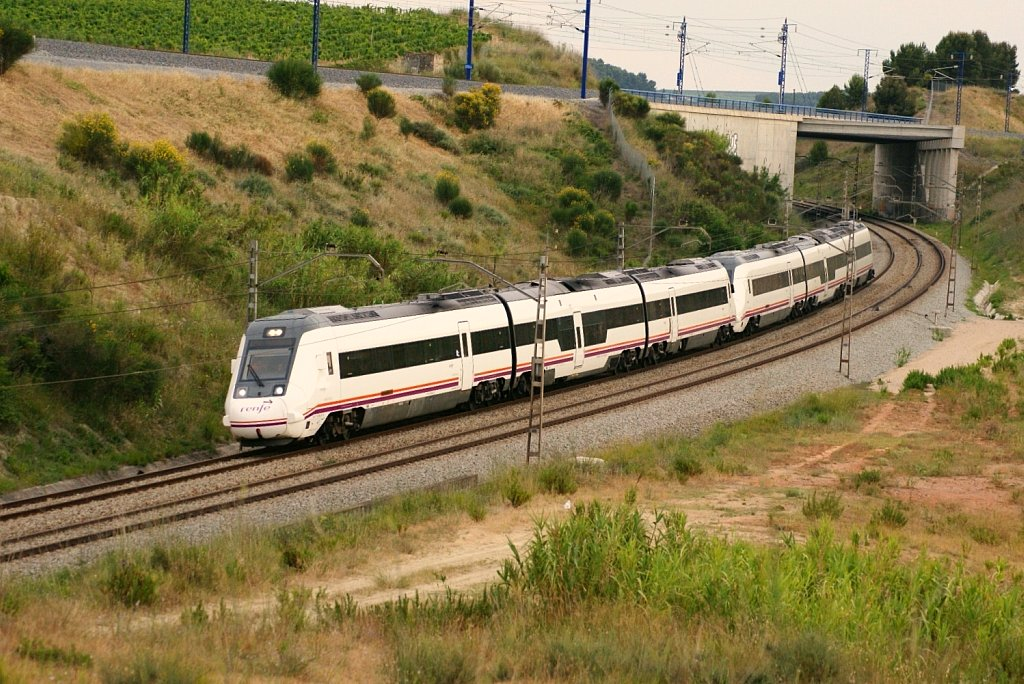
2011年撮影
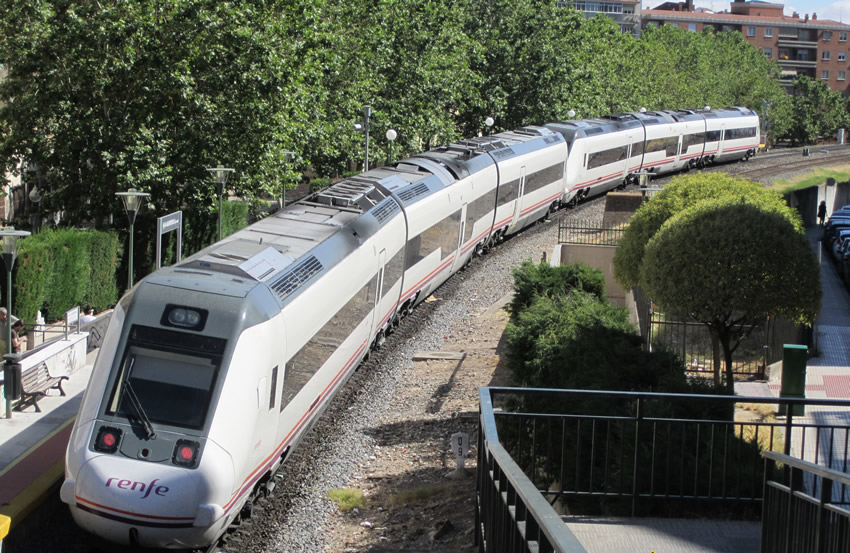
2012年撮影
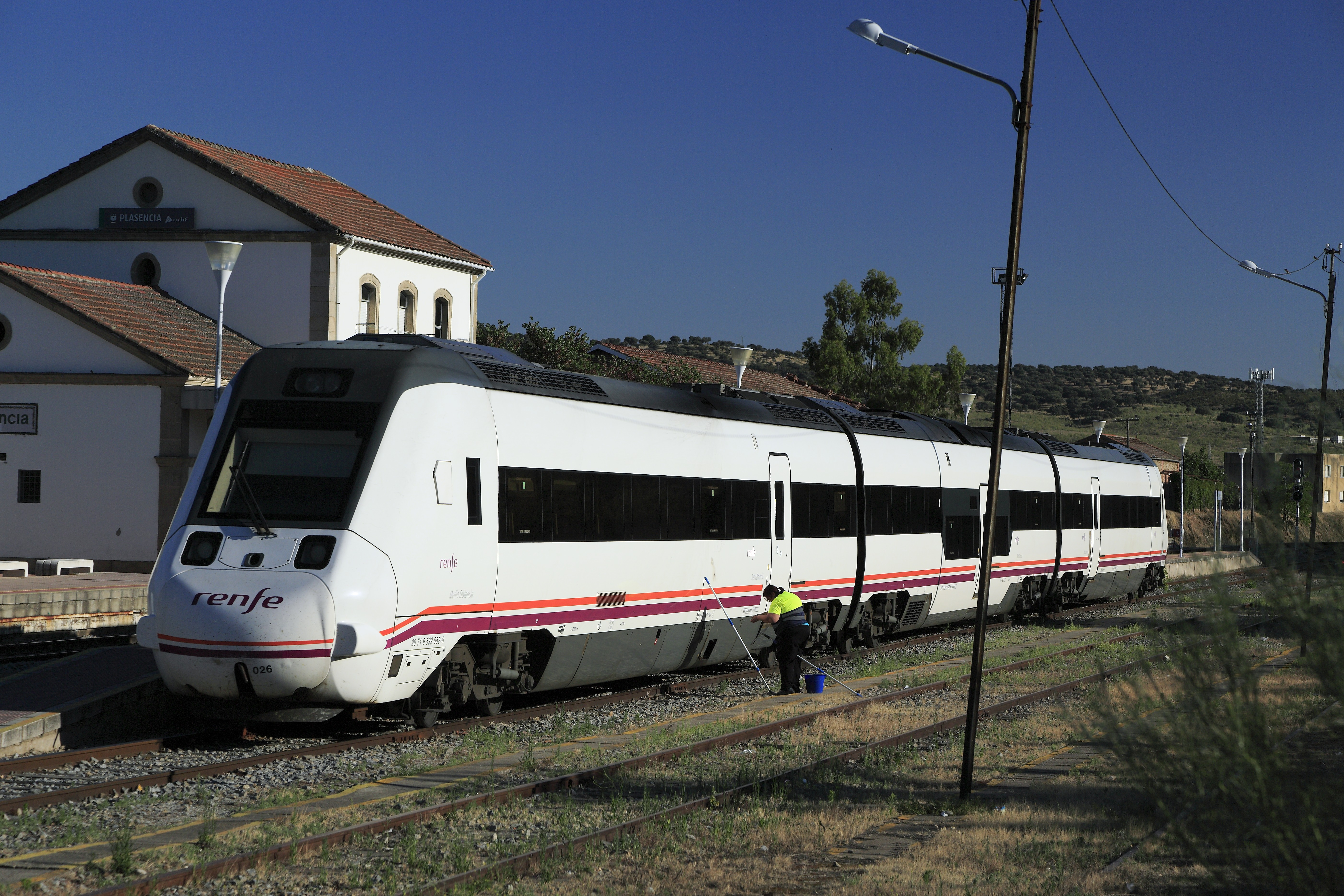
2017年撮影
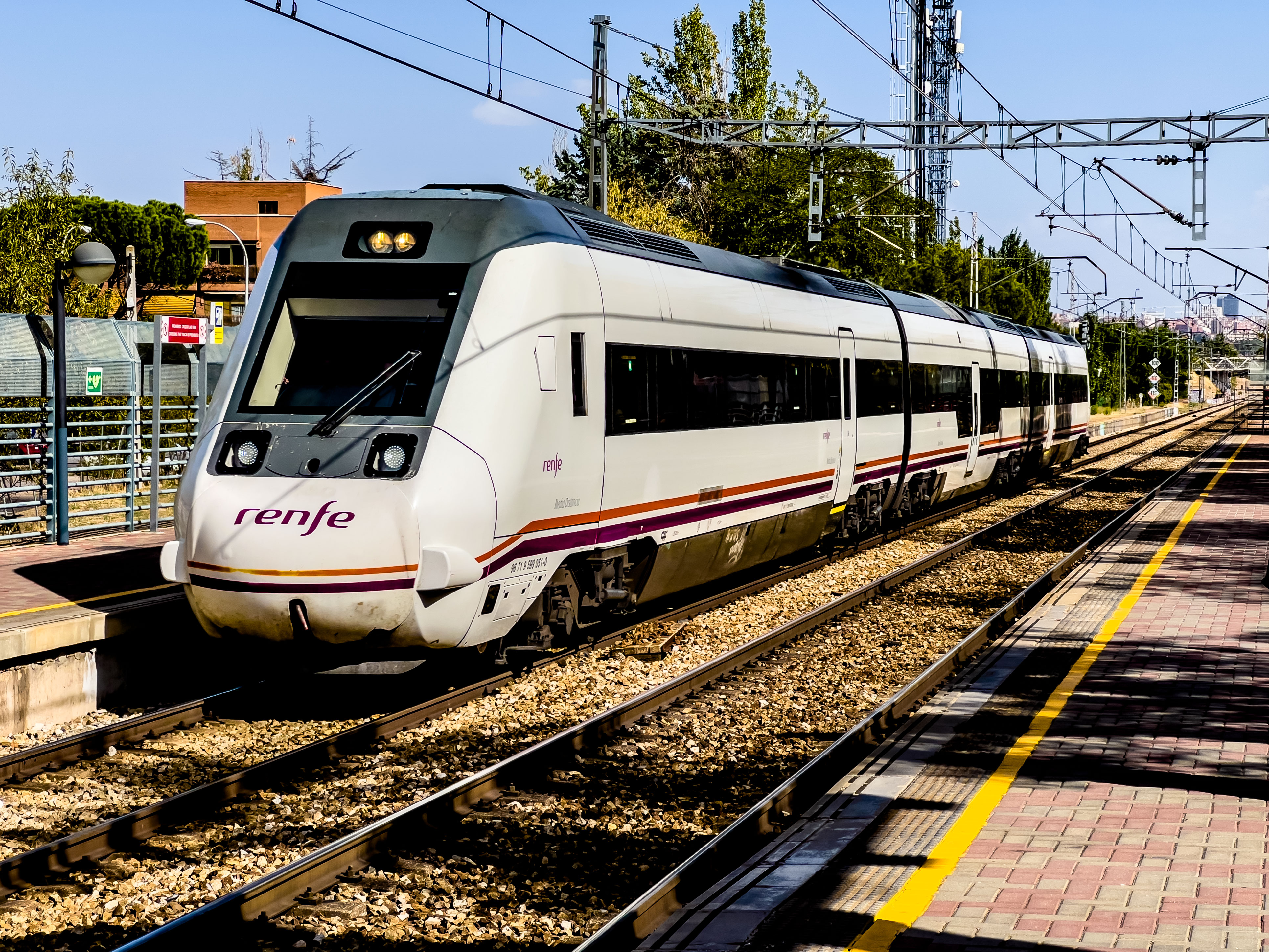
2022年撮影